# Léry (Eure)
Léry – miejscowość i gmina we Francji, w regionie Normandia, w departamencie Eure.
Według danych na rok 1990 gminę zamieszkiwało 1791 osób, a gęstość zaludnienia wynosiła 133 osoby/km² (wśród 1421 gmin Górnej Normandii Léry plasuje się na 125 miejscu pod względem liczby ludności, natomiast pod względem powierzchni na miejscu 188).